# Cá vồ đém
Cá vồ đém (danh pháp khoa học: Pangasius larnaudii) là một loài cá da trơn trong họ cá tra (Pangasiidae), đây là loài bản địa của vùng Đông Nam Á, như Campuchia và Việt Nam. Tên địa phương gọi chúng cá vồ hay cá dồ/zồ (tên Việt phát âm theo tiếng miền Nam) hay Trey Po (tên Khơ Me). Đây là loài cá có giá trị kinh tế và được nuôi trồng thủy sản ở nhiều nước vùng Đông Nam Á. 

## Phân bố
Trên thế giới, cá vồ đém phân bố ở lưu vực sông Mêkông thuộc bốn nước Campuchia, Lào, Thái Lan và Việt Nam, trên các sông vừa và lớn cũng như các vùng ngập. Cá cũng hiện diện trên Sông Chao Phraya tại Thái Lan. Ở Việt Nam cá phân bố trên sông Tiền, sông Hậu, tập trung ở các vùng nước sâu trên sông. Đôi khi cũng gặp cá ở vùng nước nông có dòng chảy mạnh. Vào đầu mùa mưa (tháng 5 và tháng 6) chúng di cư ngược dòng về thượng nguồn. Nơi trú ẩn của cá trải qua mùa khô ở các vực sâu trên dòng chính sông Mekong đoạn từ Kra-chiê-Stung Treng.

## Đặc điểm

### Mô tả
Thân dài, phần trước tròn và dẹp bên dần về phía đuôi. Viền lưng từ mõm đến gốc vây lưng thẳng dốc. Đầu dẹp bằng. Mõm tù. Miệng kề dưới, rộng ngang, hình vòng cung, không co duỗi được. Hai hàm đều bằng nhau. Răng hàm nhỏ mịn. Răng xương lá mía xếp thành 2 đốm rời nhau và nối với đốm răng xương khẩu cái ở bên hoặc làm thành 1 vòng cung liên tục với nhiều chỗ lõm hay rời ở giữa thành 2 đốm.
Chúng có 2 đôi râu nhỏ và ngắn. Râu hàm trên dài tới gốc vây ngực. Râu cằm ngắn hơn, chưa tới màng mang. Lỗ mũi sau nằm gần lỗ mũi trước hơn mắt và nằm trên đường thẳng nối mũi trước với mé trên mắt. Mắt lớn vừa, nằm ngay sau đường ngang từ góc miệng và cách đều mõm với điểm cuối nắp mang. Khoảng cách 2 mắt rộng và cong lồi. Lỗ thóp ngắn, kéo dài từ đường nối 2 mắt đến gốc chẩm.
Vây lưng và vây ngực có gai rắn chắc, phía sau có răng cưa hướng về phía gốc. Ngọn các gai và tia phân nhánh đầu tiên của các vây trên rất phát triển. Tia đơn của vây bụng kéo dài quá tia vây hậu môn. Vây mỡ nhỏ. Vây hậu môn tương đối dài. Vây đuôi phân thùy sâu. Mặt lưng đầu và thân có đen ánh xanh lá cây, xuống phía bụng nhạt dần. Bụng màu trắng. Phía trên gốc vây ngực có một đốm đen to. Ngọn các tia vây thứ 3, 4, 5 của vây hậu môn và màng da giữa các tia vây bụng có màu đen như mực. Các vây khác màu xám, rìa nhạt.

### Tập tính
Cá vồ đém sống ở các vùng nước sâu trên sông. Đôi khi cũng gặp cá ở vùng nước nông có dòng chảy mạnh. Vào mùa lũ cá thường di cư vào các vùng ngập tìm mồi. Cá ăn tạp, là loài ăn tạp nhất trong họ Pangsiidae. Thức ăn thường là các loài cá nhỏ, tôm tép nhỏ, giun, ốc và cả thực vật. Cá di cư vào vùng ngập để sinh sản vào đầu mùa lũ. Cá con kiếm ăn tại các vùng ngập ven sông.
Cá vồ đém sống ngoài tự nhiên có tính ăn tạp thiên về động vật thể hiện tính ăn của chúng là ăn tạp. Cá nuôi trong ao và bè được cho ăn cùng loại thức ăn viên công nghiệp có hàm lượng đạm 26% - 28%, mỗi ngày cho cá ăn khẩu phần 2 - 4% khối lượng thân, cho cá ăn 2 lần/ ngày. Ao nuôi cá được thay đổi nước mỗi tuần một lần từ 10 – 30 %. Các chỉ tiêu môi trường nước ao (DO, pH, NH3, nhiệt độ) được định kì kiểm tra 1 ngày trong tuần (6giờ và 14 giờ trong ngày).

### Sinh sản
Cá đạt kích cỡ tối đa 150 cm. Thường gặp 90 – 100 cm. cá bột đạt kích cỡ 3,5 mm sau khi nở 12 giờ; 8,4 mm ở 4 ngày tuổi; 8,8 mm ở 8 ngày tuổi và 23,0 mm khi được 18 ngày tuổi. Hiện vẫn còn nhiều bàn cãi về bãi đẻ tự nhiên của cá vồ đém. Có ý kiến cho cho rằng cá đẻ ở các vùng ngập vào đầu mùa lũ, nhưng có ý kiến khác lại cho rằng cá để trên sông Mêkông gần Stung Treng (Campuchia), sau 6 - 8 ngày cá bột di chuyển đến sông Bassac ở phía Nam Lào. Do cá vồ đém di cư ngược dòng vượt qua thác Khone (Thái Lan), nên có thể có một bãi đẻ khác ở thượng lưu thác này.
Cá có khuynh hướng di cư vào các vùng nước sâu trong mùa khô. Cá thành thục sinh dục thì di chuyển ngược dòng từ nơi kiếm ăn về bãi đẻ vào đầu mùa mưa Ngoài tự nhiên cá đẻ trứng từ tháng 5 – 7, trong đều kiện nhân tạo mùa vụ sinh sản kéo dài hơn ngoài tự nhiên (tháng 4 - 9), tuổi thành thục lần đầu là 3 tuổi, cá vồ đém nuôi vỗ cho sinh sản lần đầu có trọng lượng 2–5 kg/con, sau thời gian nuôi vỗ bằng thức ăn viên 30 – 36% đạm, cá thành thục > 40%, mùa vụ sinh sản kéo dài từ tháng 5–8. 

## Giá trị
Cá vồ đém là một đối tượng quan trọng cho nghề đánh bắt ở Lào, Thái Lan, Campuchia, đặc biệt ở Campuchia chúng là loài khai thác có giá trị thứ 3 trong nghề khai thác. Ở Việt Nam cá vồ đém không phải là đối tượng khai thác có giá trị vì sản lượng khai thác ít. Hiện nay, Đồng bằng sông Cửu Long đang phát triển sản xuất giống nhân tạo và nuôi thương phẩm. Vì vậy giá trị bảo tồn không còn quan trọng, việc khai thác nguồn gen cung cấp giống cho nghề nuôi là cần thiết.
Tại Việt Nam, cá vồ đém lưu giữ riêng thành 3 nhóm theo kích thước, nhóm 1 cá có kích thước lớn nhất gồm 49 con nuôi trong ao có diện tích 800 m2 tại Trung tâm Quốc gia giống thủy sản nước ngọt Nam bộ, nhóm 2 gồm 15 con kích thước vừa nuôi trong ao có diện tích 1.000 m2 tại Trung tâm và nhóm 3 cá có kích thước nhỏ nhất gồm 10 con, trong đó năm con nuôi trong ao 800 m2 và năm con nuôi trong bè có thể tích 60 m3 tại huyện Cao Lãnh, tỉnh Đồng Tháp.